# Duncan Campbell Scott

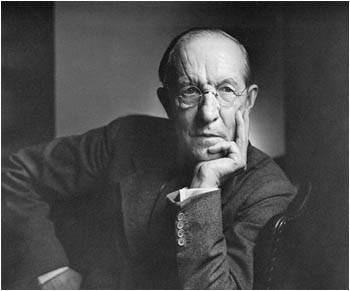
Duncan Campbell Scott

Duncan Campbell Scott (ur. 2 sierpnia 1862 w Ottawie, zm. 19 grudnia 1947 tamże) – kanadyjski urzędnik i poeta anglojęzyczny.
Od 1879 pracował w Kanadyjskim Urzędzie ds. Indian, popierał politykę przymusowej asymilacji Indian w kanadyjskim społeczeństwie i stosowanie niehumanitarnych kar wobec tubylczych dzieci uczących się w kanadyjskich szkołach i opierających się asymilacji. Ożenił się z zawodową skrzypaczką Belle Warner Botsford, z którą miał jedną córkę Elizabeth Scott, urodzoną w 1895. W swoich wierszach kreślił obrazy surowej kanadyjskiej przyrody i walki człowieka o jej ujarzmienie i ukazywał życie kanadyjskich Indian. Wydał m.in. tomy The Magic House (1893), New World Lyrics and Ballads (1905), The Green Cloister (1935) oraz szkice, eseje i opowiadania.